# Amblymora consputa
Amblymora consputa là một loài bọ cánh cứng trong họ Cerambycidae.